# 马兹里耶
马兹里耶（法語：Mazerier，法語發音：[mazʁije]）是法国阿列省的一个市镇，属于维希区。

## 地理
马兹里耶（46°7'31"N, 3°11'25"E）面积7.23 平方千米，位于法国奥弗涅-罗讷-阿尔卑斯大区阿列省，该省份为法国中部省份，北起涅夫勒省、西北接谢尔省，西南至克勒兹省，南至多姆山省，东南临卢瓦尔省，东临索恩-卢瓦尔省。
与马兹里耶接壤的市镇（或旧市镇、城区）包括：贝格、加纳、让扎、圣博内德罗什福尔、索尔泽。

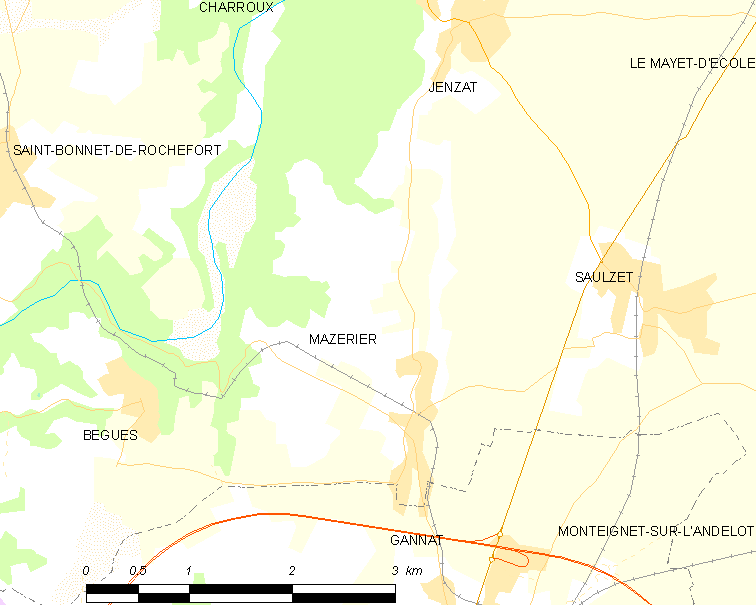
马兹里耶的OSM定位图

马兹里耶的时区为UTC+01:00、UTC+02:00（夏令时）。

## 行政
马兹里耶的邮政编码为03800，INSEE市镇编码为03166。

## 政治
马兹里耶所属的省级选区为加纳县。

## 人口

1962-2008年间马兹里耶人口变化图示

马兹里耶于2022年1月1日时的人口数量为320人。